# Карлос Бланко
Карлос Бланко Кастаньон (ісп. Carlos Blanco Castañón, 5 березня 1928, Мадрид — 9 січня 2011) — мексиканський футболіст, що грав на позиції нападника, зокрема, за клуби «Астуріас» та «Некакса», а також національну збірну Мексики.
Чемпіон Мексики. Володар кубка Мексики.

## Клубна кар'єра
У футболі дебютував 1945 року виступами за команду «Астуріас», в якій провів п'ять сезонів. 
Своєю грою за цю команду привернув увагу представників тренерського штабу клубу «Некакса», до складу якого приєднався 1950 року. Відіграв за команду з Агуаскальєнтеса наступні два сезони своєї ігрової кар'єри.
Згодом грав у складі команд «Марте», з яким став чемпіоном у сезоні 1953-54 років та «Некакса».
Завершив ігрову кар'єру у команді «Толука».

## Виступи за збірну
1952 року дебютував в офіційних матчах у складі національної збірної Мексики. Протягом кар'єри у національній команді провів у її формі 8 матчів.
Був присутній в заявці збірної на чемпіонаті світу 1954 року у Швейцарії, але на поле не виходив.
У складі збірної був учасником чемпіонату світу 1958 року у Швеції, де зіграв з Уельсом (1-1) і Швецією (0-3).
чемпіонату світу 1958 року у Швеції.
Помер 9 січня 2011 року на 83-му році життя.

## Титули і досягнення
- Чемпіон Мексики (1):

«Марте»: 1954
- Володар кубка Мексики (1):

«Толука»: 1956